# Temporada da GP2 Asia Series de 2009/2010
Para o campeonato principal, consultar Temporada da GP2 Series de 2010.
A Temporada da GP2 Asia Series de 2009/2010 é a terceira da GP2 Asia Series. Começou a 31 de Outubro de 2009 e irá acabar a 14 de Março de 2010, depois de 4 rondas de 2 corridas cada.
Todas as equipas da Temporada da GP2 Series de 2009 à excepção da Racing Engineering irão participar, com a 13ª vaga a ser ocupada pela MalaysiaQi-Meritus.com. A Durango foi excluída da temporada por motivos financeiros.

## Equipas e pilotos
| Equipa                  | Nº | Piloto               | Rondas               |
| ----------------------- | -- | -------------------- | -------------------- |
| DAMS                    | 1  | Christian Vietoris   | Todas até ao momento |
| DAMS                    | 2  | Edoardo Piscopo      | Todas até ao momento |
| Piquet GP Rapax Team    | 3  | Vladimir Arabadzhiev | Todas até ao momento |
| Piquet GP Rapax Team    | 4  | Daniel Zampieri      | Todas até ao momento |
| Piquet GP Rapax Team    | 4  | Luiz Razia           | TBA                  |
| Barwa Addax Team        | 5  | Max Chilton          | 1, 3                 |
| Barwa Addax Team        | 5  | Giedo van der Garde  | 2                    |
| Barwa Addax Team        | 6  | Luiz Razia           | 1                    |
| Barwa Addax Team        | 6  | Sergio Pérez         | 2-3                  |
| ART Grand Prix          | 7  | Marcus Ericsson      | 1                    |
| ART Grand Prix          | 7  | Jules Bianchi        | 2-3                  |
| ART Grand Prix          | 8  | Sam Bird             | Todas até ao momento |
| Arden International     | 11 | Charles Pic          | Todas até ao momento |
| Arden International     | 12 | Rodolfo González     | 1                    |
| Arden International     | 12 | Javier Villa         | 2-3                  |
| Super Nova Racing       | 14 | James Jakes          | 1                    |
| Super Nova Racing       | 14 | Marcus Ericsson      | 2                    |
| Super Nova Racing       | 14 | Jake Rosenzweig      | 3                    |
| Super Nova Racing       | 15 | Josef Král           | Todas até ao momento |
| iSport International    | 16 | Oliver Turvey        | Todas até ao momento |
| iSport International    | 17 | Davide Valsecchi     | Todas até ao momento |
| Trident Racing          | 18 | Johnny Cecotto Jr.   | 1                    |
| Trident Racing          | 18 | Dani Clos            | 2                    |
| Trident Racing          | 18 | Adrian Zaugg         | 3                    |
| Trident Racing          | 19 | Plamen Kralev        | Todas até ao momento |
| MalaysiaQi-Meritus.com  | 20 | Luca Filippi         | Todas até ao momento |
| MalaysiaQi-Meritus.com  | 21 | Diego Nunes          | 1                    |
| MalaysiaQi-Meritus.com  | 21 | Alexander Rossi      | 2-3                  |
| Ocean Racing Technology | 22 | Alexander Rossi      | 1                    |
| Ocean Racing Technology | 22 | Max Chilton          | 2                    |
| Ocean Racing Technology | 22 | Yelmer Buurman       | 3                    |
| Ocean Racing Technology | 23 | Fabio Leimer         | Todas até ao momento |
| Scuderia Coloni         | 24 | Roldán Rodríguez     | 1                    |
| Scuderia Coloni         | 24 | Alberto Valerio      | 2                    |
| Scuderia Coloni         | 24 | Álvaro Parente       | 3                    |
| Scuderia Coloni         | 25 | Will Bratt           | Todas até ao momento |
| DPR                     | 26 | Michael Herck        | Todas até ao momento |
| DPR                     | 27 | Giacomo Ricci        | Todas até ao momento |

## Calendário
A temporada começou com um teste de dois dias (23 e 24 de Outubro de 2009) no circuito de Yas Marina, em Abu Dhabi. O campeonato propriamente dito começou uma semana mais tarde no mesmo circuito, como prova de suporte ao GP de Abu Dhabi de Fórmula.
A temporada teve já mais uma ronda em Abu Dhabi, e terá duas rondas no Barém.

### Resultados
| Ronda | Ronda | Circuito                                | País                   | Data                   | Pole Position    | Volta mais rápida | Piloto             | Equipa(e) do vencedor | Detalhes |
| ----- | ----- | --------------------------------------- | ---------------------- | ---------------------- | ---------------- | ----------------- | ------------------ | --------------------- | -------- |
| 1     | R1    | Circuito de Yas Marina                  | Emirados Árabes Unidos | 31 de outubro (2009)   | Davide Valsecchi | Davide Valsecchi  | Davide Valsecchi   | iSport International  | Detalhes |
| 1     | R2    | Circuito de Yas Marina                  | Emirados Árabes Unidos | 1 de novembro (2009)   | Oliver Turvey    | Davide Valsecchi  | Christian Vietoris | DAMS                  | Detalhes |
| 2     | R1    | Circuito de Yas Marina                  | Emirados Árabes Unidos | 5 de fevereiro (2010)  | Charles Pic      | Davide Valsecchi  | Oliver Turvey      | iSport International  | Detalhes |
| 2     | R2    | Circuito de Yas Marina                  | Emirados Árabes Unidos | 6 de fevereiro (2010)  | Max Chilton      | Davide Valsecchi  | Davide Valsecchi   | iSport International  | Detalhes |
| 3     | R1    | Circuito Internacional do Barém, Sakhir | Barém                  | 26 de fevereiro (2010) | Jules Bianchi    | Javier Villa      | Davide Valsecchi   | iSport International  | Detalhes |
| 3     | R2    | Circuito Internacional do Barém, Sakhir | Barém                  | 27 de fevereiro (2010) | Adrian Zaugg     | Giacomo Ricci     | Charles Pic        | Arden International   | Detalhes |
| 4     | R1    | Circuito Internacional do Barém, Sakhir | Barém                  | 13 de Março (2010)     | TBA              | TBA               | TBA                | TBA                   | Detalhes |
| 4     | R2    | Circuito Internacional do Barém, Sakhir | Barém                  | 14 de Março (2010)     |                  | TBA               | TBA                | TBA                   | Detalhes |

## Results

### Drivers' Championship
| Pos | Piloto               | ABU1 FEA | ABU1 SPR | ABU2 FEA | ABU2 SPR | BAR1 FEA | BAR1 SPR | BAR2 FEA | BAR2 SPR | Pontos |
| --- | -------------------- | -------- | -------- | -------- | -------- | -------- | -------- | -------- | -------- | ------ |
| 1   | Davide Valsecchi     | 1        | 2        | 2        | 1        | 1        | 20       |          |          | 45     |
| 2   | Giacomo Ricci        | Ret      | Ret      | 5        | 3        | 4        | 2        |          |          | 19     |
| 3   | Oliver Turvey        | 8        | 4        | 1        | 5        | 9        | 6        |          |          | 17     |
| 4   | Luca Filippi         | 2        | 8        | 14†      | 17       | 2        | 18       |          |          | 16     |
| 5   | Javier Villa         |          |          | 4        | 11       | 3        | 3        |          |          | 16     |
| 6   | Charles Pic          | Ret      | 15       | 10       | 8        | 5        | 1        |          |          | 12     |
| 7   | Alexander Rossi      | 4        | 5        | 6        | 9        | Ret      | Ret      |          |          | 10     |
| 8   | Christian Vietoris   | 6        | 1        | Ret      | 14       | 14       | 9        |          |          | 9      |
| 9   | Josef Král           | 5        | 3        | 9        | Ret      | 21       | 11       |          |          | 8      |
| 10  | Jules Bianchi        |          |          | 3        | 7        | 10       | NC       |          |          | 8      |
| 11  | Michael Herck        | 13       | 9        | 7        | 2        | 23       | 13       |          |          | 7      |
| 12  | James Jakes          | 3        | 10       |          |          |          |          |          |          | 6      |
| 13  | Sergio Pérez         |          |          | 12       | 4        | 7        | 17       |          |          | 5      |
| 14  | Sam Bird             | 18†      | 18       | Ret      | Ret      | 13       | 4        |          |          | 3      |
| 15  | Johnny Cecotto, Jr.  | 7        | 6        |          |          |          |          |          |          | 3      |
| 16  | Álvaro Parente       |          |          |          |          | 6        | Ret      |          |          | 3      |
| 17  | Edoardo Piscopo      | 9        | 7        | Ret      | 16       | 15       | 5        |          |          | 2      |
| 18  | Max Chilton          | 16       | 17       | 8        | 6        | 18       | 12       |          |          | 2      |
| 19  | Adrian Zaugg         |          |          |          |          | 8        | 19       |          |          | 1      |
| 20  | Vladimir Arabadzhiev | Ret      | Ret      | 13       | 10       | 17       | 7        |          |          | 0      |
| 21  | Daniel Zampieri      | 15       | Ret      | Ret      | 15       | 11       | 8        |          |          | 0      |
| 22  | Yelmer Buurman       |          |          |          |          | 12       | 10       |          |          | 0      |
| 23  | Roldán Rodríguez     | 10       | 14       |          |          |          |          |          |          | 0      |
| 24  | Marcus Ericsson      | 11       | 12       | 17†      | 12       |          |          |          |          | 0      |
| 25  | Will Bratt           | 12       | Ret      | 11       | 21†      | 16       | Ret      |          |          | 0      |
| 26  | Luiz Razia           | Ret      | 11       |          |          |          |          |          |          | 0      |
| 27  | Diego Nunes          | Ret      | 13       |          |          |          |          |          |          | 0      |
| 28  | Dani Clos            |          |          | Ret      | 13       |          |          |          |          | 0      |
| 29  | Rodolfo González     | 14       | 16       |          |          |          |          |          |          | 0      |
| 30  | Jake Rosenzweig      |          |          |          |          | 19       | 14       |          |          | 0      |
| 31  | Fabio Leimer         | 17       | Ret      | Ret      | Ret      | 20       | 15       |          |          | 0      |
| 32  | Alberto Valerio      |          |          | 15       | 18       |          |          |          |          | 0      |
| 33  | Plamen Kralev        | Ret      | Ret      | 16       | 20       | 22       | 16       |          |          | 0      |
| 34  | Giedo van der Garde  |          |          | Ret      | 19       |          |          |          |          | 0      |
| Pos | Piloto               | ABU1 FEA | ABU1 SPR | ABU2 FEA | ABU2 SPR | BAR1 FEA | BAR1 SPR | BAR2 FEA | BAR2 SPR | Pontos |

| Cor        | Resultado             |
| ---------- | --------------------- |
| Ouro       | Vencedor              |
| Prata      | 2.º lugar             |
| Bronze     | 3.º lugar             |
| Verde      | Terminou, nos pontos  |
| Azul       | Terminou, sem pontos  |
| Púrpura    | Ret – Retirou-se      |
| Vermelho   | NQ – Não qualificado  |
| Preto      | DSQ – Desqualificado  |
| Branco     | NL – Não largou       |
| Branco     | C – Corrida cancelada |
| Azul claro | AT – Apenas Treino    |
| Sem cor    | NP – Não participou   |
| Sem cor    | Les – Lesionado       |
| Sem cor    | EX – Excluído         |

### Campeonato de equipas
| Pos | Equipa                  | Nº | ABU1 FEA | ABU1 SPR | ABU2 FEA | ABU2 SPR | BAR1 FEA | BAR1 SPR | BAR2 FEA | BAR2 SPR | Pontos |
| --- | ----------------------- | -- | -------- | -------- | -------- | -------- | -------- | -------- | -------- | -------- | ------ |
| 1   | iSport International    | 16 | 8        | 4        | 1        | 5        | 9        | 6        |          |          | 62     |
| 1   | iSport International    | 17 | 1        | 2        | 2        | 1        | 1        | 20       |          |          | 62     |
| 2   | Arden International     | 11 | Ret      | 15       | 10       | 8        | 5        | 1        |          |          | 28     |
| 2   | Arden International     | 12 | 14       | 16       | 4        | 11       | 3        | 3        |          |          | 28     |
| 3   | DPR                     | 26 | 13       | 9        | 7        | 2        | 23       | 13       |          |          | 26     |
| 3   | DPR                     | 27 | Ret      | Ret      | 5        | 3        | 4        | 2        |          |          | 26     |
| 4   | MalaysiaQi-Meritus.com  | 20 | 2        | 8        | 14†      | 17       | 2        | 18       |          |          | 19     |
| 4   | MalaysiaQi-Meritus.com  | 21 | Ret      | 13       | 6        | 9        | Ret      | Ret      |          |          | 19     |
| 5   | Super Nova Racing       | 14 | 3        | 10       | 17†      | 12       | 19       | 14       |          |          | 14     |
| 5   | Super Nova Racing       | 15 | 5        | 3        | 9        | Ret      | 21       | 11       |          |          | 14     |
| 6   | DAMS                    | 1  | 6        | 1        | Ret      | 14       | 14       | 9        |          |          | 11     |
| 6   | DAMS                    | 2  | 9        | 7        | Ret      | 16       | 15       | 5        |          |          | 11     |
| 7   | ART Grand Prix          | 7  | 11       | 12       | 3        | 7        | 10       | NC       |          |          | 11     |
| 7   | ART Grand Prix          | 8  | 18†      | 18       | Ret      | Ret      | 13       | 4        |          |          | 11     |
| 8   | Ocean Racing Technology | 22 | 4        | 5        | 8        | 6        | 12       | 10       |          |          | 9      |
| 8   | Ocean Racing Technology | 23 | 17       | Ret      | Ret      | Ret      | 20       | 15       |          |          | 9      |
| 9   | Barwa Addax Team        | 5  | 16       | 17       | Ret      | 19       | 18       | 12       |          |          | 5      |
| 9   | Barwa Addax Team        | 6  | Ret      | 11       | 12       | 4        | 7        | 17       |          |          | 5      |
| 10  | Trident Racing          | 18 | 7        | 6        | Ret      | 13       | 8        | 19       |          |          | 4      |
| 10  | Trident Racing          | 19 | Ret      | Ret      | 16       | 20       | 22       | 16       |          |          | 4      |
| 11  | Scuderia Coloni         | 24 | 10       | 14       | 15       | 18       | 6        | Ret      |          |          | 3      |
| 11  | Scuderia Coloni         | 25 | 12       | Ret      | 11       | 21†      | 16       | Ret      |          |          | 3      |
| 12  | Piquet GP Rapax Team    | 3  | Ret      | Ret      | 13       | 10       | 17       | 7        |          |          | 0      |
| 12  | Piquet GP Rapax Team    | 4  | 15       | Ret      | Ret      | 15       | 11       | 8        |          |          | 0      |
| Pos | Equipa                  | nº | ABU1 FEA | ABU1 SPR | ABU2 FEA | ABU2 SPR | BAR1 FEA | BAR1 SPR | BAR2 FEA | BAR2 SPR | Pontos |

| Cor        | Resultado             |
| ---------- | --------------------- |
| Ouro       | Vencedor              |
| Prata      | 2.º lugar             |
| Bronze     | 3.º lugar             |
| Verde      | Terminou, nos pontos  |
| Azul       | Terminou, sem pontos  |
| Púrpura    | Ret – Retirou-se      |
| Vermelho   | NQ – Não qualificado  |
| Preto      | DSQ – Desqualificado  |
| Branco     | NL – Não largou       |
| Branco     | C – Corrida cancelada |
| Azul claro | AT – Apenas Treino    |
| Sem cor    | NP – Não participou   |
| Sem cor    | Les – Lesionado       |
| Sem cor    | EX – Excluído         |

- Quem obtém a Pole position na Corrida Feature está a negrito e é recompensado com 2 pontos.
- Pilotos que obtenham a volta mais rápida estão em itálico; se o piloto for classificado nos 10 primeiros, a volta mais rápida vale 1 ponto. Caso contrário, o piloto com a volta mais rápida entre os 10 primeiros, é recompensado com 1 ponto.
- Pilotos que não acabem a corrida mas sejam classificados na mesma estão marcados com †.